# Волков Олександр Миколайович
Олександр Миколайович Волков (нар. 7 лютого 1989, Київ, УРСР) — український футболіст, півзахисник клубу «Штурм» (Іванків).

## Клубна кар'єра
У ДЮФЛ виступав за київські «Зміна-Оболонь» та «Динамо».

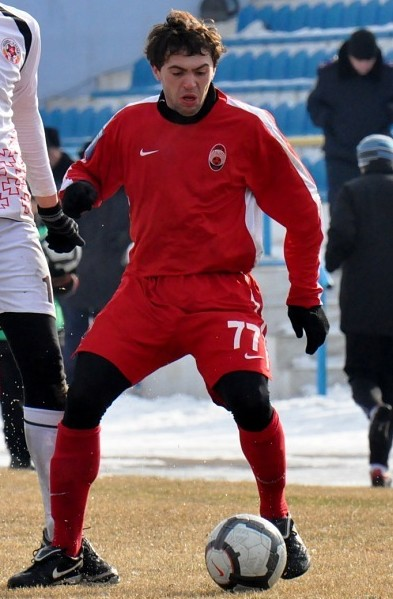
Олександр Волков під час виступів за «Зорю». 2011 рік.

Улітку 2006 року потрапив у київське «Динамо-3». У Другій лізі дебютував 31 липня 2006 року в матчі проти «Буковини» (1:1). Усього за «Динамо-3» провів 18 матчів. Улітку 2007 року перейшов у ФК «Миколаїв». На початку 2009 року залишив «Миколаїв».
У листопаді 2009 року Волков був заявлений за луганську «Зорю». 4 грудня 2009 року дебютував за дубль «Зорі» в матчі проти київського «Арсенала» (0:2), в цьому матчі Волков забив гол на 46 хвилині у ворота Сергія Погорілого. Наступного дня Олександр дебютував у Прем'єр-лізі в матчі проти «Арсенала» (1:1): Волков почав матч в основі, але на 56-ій хвилині був замінений на Олексія Городова.
У червні 2011 року був відданий в оренду в «Олімпік» (Донецьк), а перед початком сезону 2012/13 гравець підписав з донеччанами повноцінний контракт. У червні 2014 року пішов з «Олімпіка».
Влітку 2014 року Волков поїхав до Білорусі, де став футболістом «Білшини», за яку до кінця сезону провів 14 ігор у чемпіонаті. У січні 2015 року залишив клуб у Бобруйська і 2 березня 2015 року він підписав контракт з «Полтавою».
13 лютого 2016 року стало відомо, що Волков знову гратиме за «Олімпік». У липні 2016 року став гравцем чернігівської «Десни». За чернігівців зіграв 86 матчів, забивши при цьому 12 м'ячів і 2018 року вийшов з командою до Прем'єр-ліги, а в сезоні 2019/20 виступав на правах оренди за іншого новачка вищого дивізіону клуб «Колос» (Ковалівка).
4 липня 2021 року перебрався до ЛНЗ (Черкаси), який щойно вийшов у Другу лігу України, де грав до кінця року. А у 2022 році став гравцем аматорського клубу «Штурм» (Іванків).

## Кар'єра у збірній
У юнацькій збірній України U-17 дебютував 10 травня 2004 року в матчі проти Молдови (2:2). Перший гол за збірну забив 19 серпня 2004 року в матчі проти Азербайджану (2:2). Усього за юнацьку збірну України до 17 років провів 26 матчів і забив 5 голів.